# کلود بارابه
کلود بارابه (انگلیسی: Claude Barrabé؛ زادهٔ ۱۹ نوامبر ۱۹۶۶) بازیکن فوتبال اهل فرانسه است.
از باشگاه‌هایی که در آن بازی کرده‌است می‌توان به باشگاه فوتبال استاد برستوا ۲۹، باشگاه فوتبال کان، باشگاه فوتبال پاری سن ژرمن، و باشگاه ورزشی مون‌پلیه اشاره کرد.
وی همچنین در تیم ملی فوتبال زیر ۲۱ سال فرانسه بازی کرده‌است.